# Simulium zempoalense
Simulium zempoalense är en tvåvingeart som beskrevs av Vargas, Palacios och Najera 1946. Simulium zempoalense ingår i släktet Simulium och familjen knott. Inga underarter finns listade i Catalogue of Life.